# 이수식
이수식( ~ 2013년 1월 30일)은 포천 시민축구단의 감독이었다. 부임 첫 해 '하나은행 FA컵 대회'에서 대학 최강 동국대와 고려대를 각각 3-1, 4-1로 물리치고 챌린저스리그 팀 가운데 최초로 본선 32강에 진출했다. 상대는 프로 최강 수원삼성이었고, 대등한 경기를 펼친 끝에 1-3으로 패했지만 축구인들은 '한국판 칼레의 기적'이었다고 평가했다. 정규리그에서는 4강 플레이오프에 진출했지만 챔피언결정전에 진출하지 못하고 3위를 차지했다. 2012년에는 '하나은행 FA컵 대회' 2라운드에서 고려대에 2-4로 져 32강 돌풍을 일으키지 못했지만, 정규리그에서 최다승인 20승을 거두며 통합 1위로 챔피언결정전에 진출했고, 춘천시민축구단을 1-0으로 꺾고 우승컵을 들어올렸다. 그는 선수들에게 '젊은 나이에 포기하는 선수들이 많다. 하지만 너희들은 한번 실패를 했을 뿐 패배를 한 것은 아니다'고 가르쳤다.

## 약력
- U-17 청소년 대표
- 안동대학교 졸업
- 1984년 잠실주경기장 준공기념 한일 대학축구 정기전 대표
- 1987년 유공 입단
- 인천 석남서초등학교 감독: 1991년 인천시회장기쟁탈 초등 축구대회준우승을 시작으로 15년 동안 준우승 12회와 우승 15회 기록
- 안산고등학교 코치
- 세경대학교 감독
- 포천 시민축구단 감독: 2011년 1월~2013년 1월
  - 2011년 챌린저스리그 3위
  - 2011년 FA컵 3라운드(32강)진출, 챌린저스리그 최초
  - 2012년 챌린저스컵 준우승(우수지도자 수상)
  - 2012년 챌린저스리그 우승(최우수지도자 수상)
  - 2012 KFA 시상식 최우수지도자 수상[1]